# 長野県道485号富士見高原線

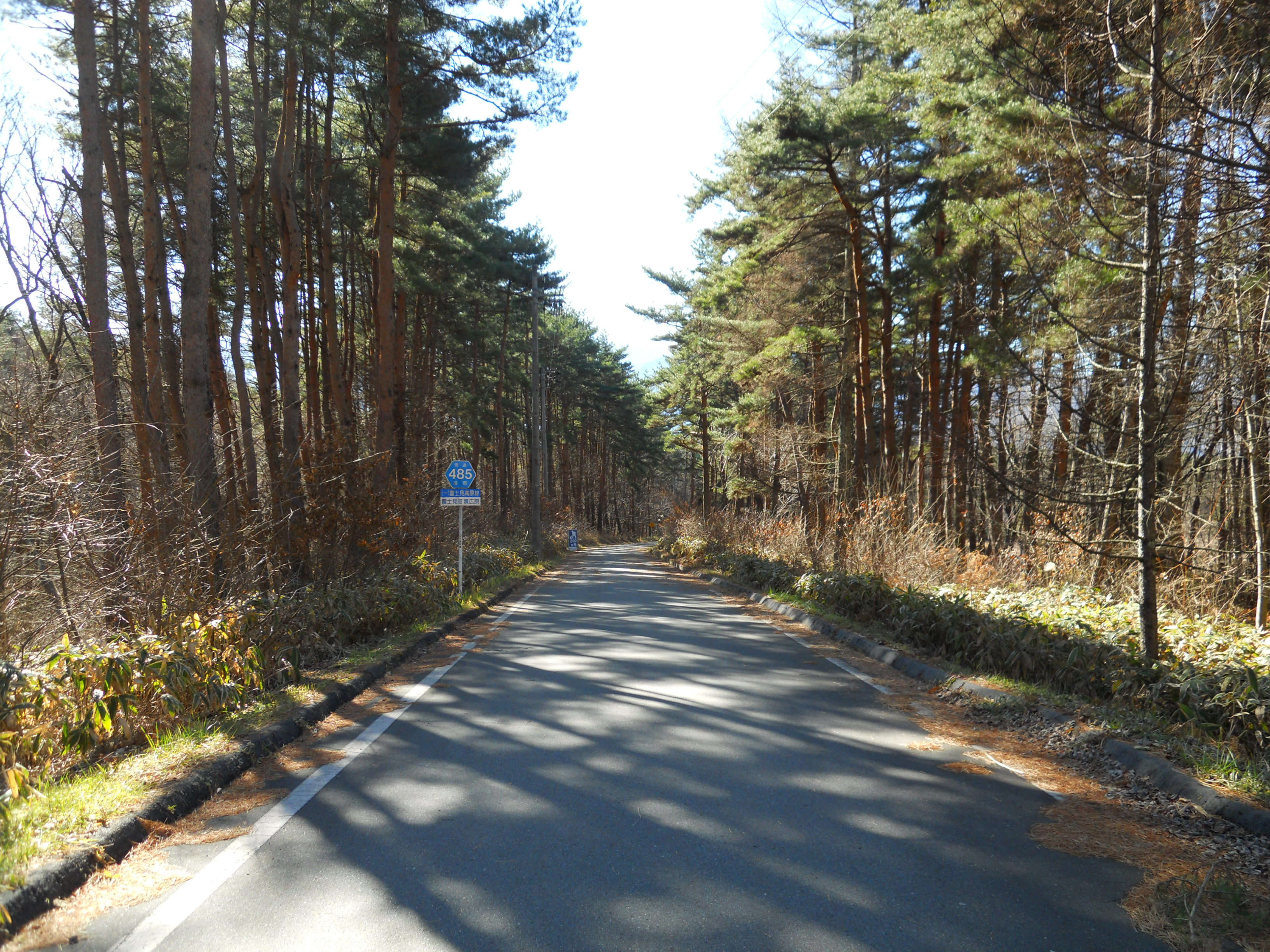
起点付近

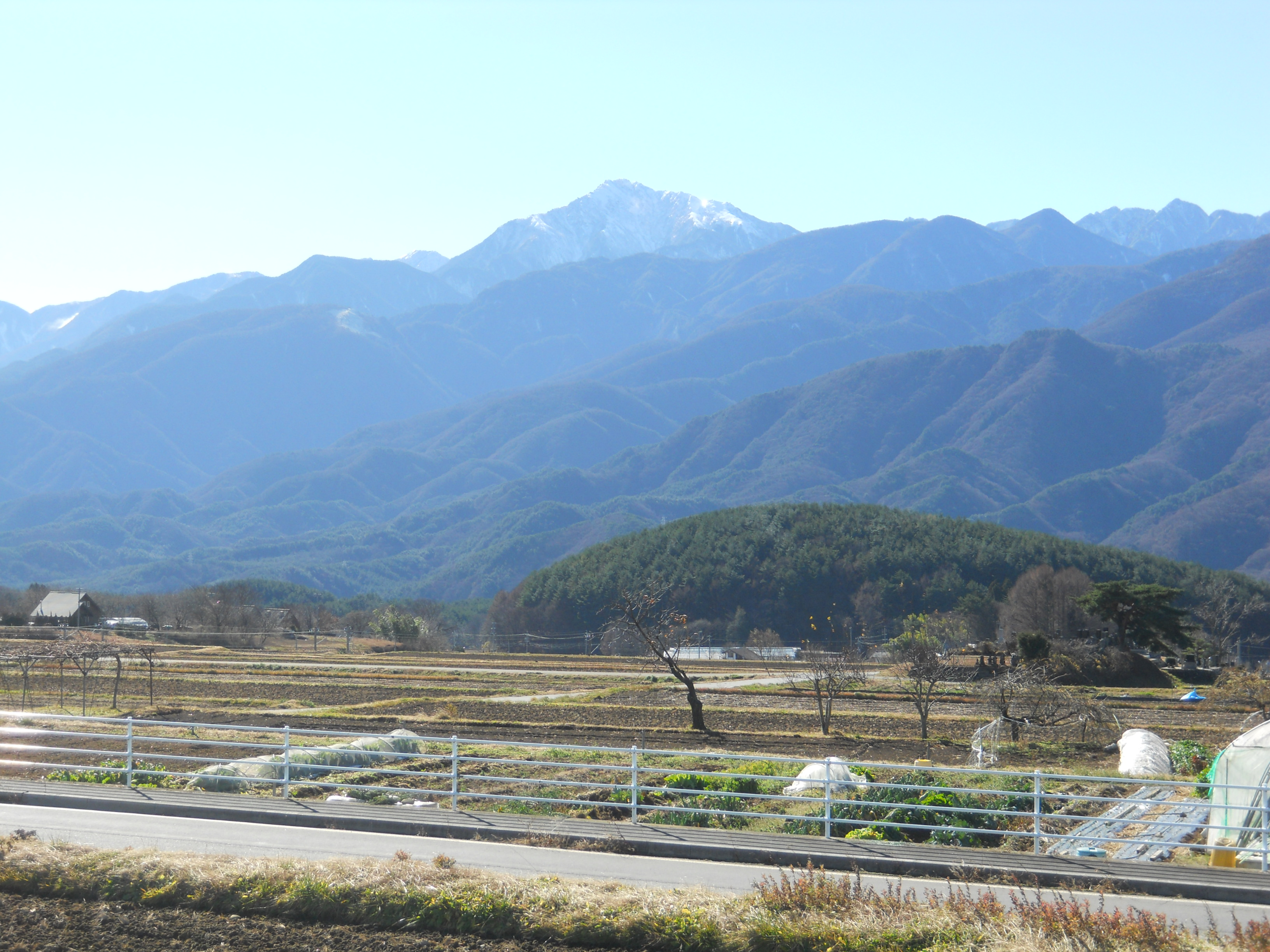
県道17号交点付近から見た甲斐駒ヶ岳

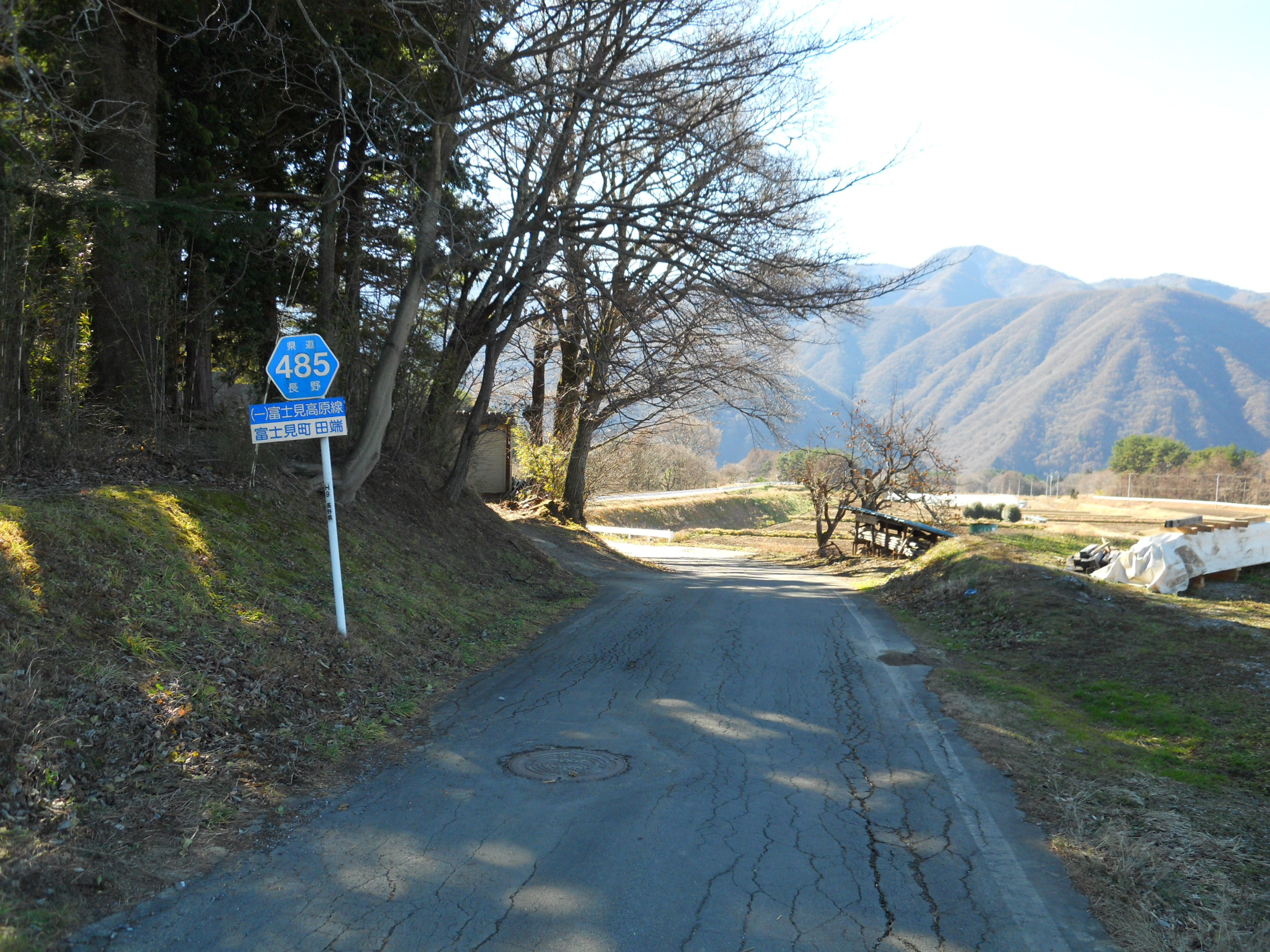
富士見町先達付近

長野県道485号富士見高原線（ながのけんどう485ごう ふじみこうげんせん）は、長野県諏訪郡富士見町の富士見高原と国道20号を結ぶ路線。山梨県境とは、数百mの間隔をおいてほぼ並行する。

## 概要

### 路線データ
- 起点：諏訪郡富士見町境（長野県道484号富士見原茅野線交点）
- 終点：諏訪郡富士見町落合（国道20号交点）